# Agnieszka Czajkowska
Agnieszka Maria Czajkowska (ur. 1966) – polska literaturoznawczyni, dr hab. nauk humanistycznych, profesor nadzwyczajny Instytutu Literaturoznawstwa i dziekan Wydziału Humanistycznego Uniwersytetu Humanistycznego-Przyrodniczego im. Jana Długosza w Częstochowie.

## Życiorys
W 1990 ukończyła studia polonistyczne na Uniwersytecie Warszawskim. 17 lutego 1999 obroniła na Katolickim Uniwersytecie Lubelskim pracę doktorską Od mitologizacji do mistyfikacji. Romantyczne tradycje powrotu do „kraju lat dziecinnych” w polskiej prozie współczesnej (promotor – Marian Maciejewski). 14 listopada 2007 habilitowała się tamże na podstawie pracy zatytułowanej Historia i „przedmiot tragiczny”. Wokół pisarstwa Maurycego Mochnackiego, Pawła Jasienicy i Zbigniewa Herberta. 5 lutego 2019 nadano jej tytuł profesora w zakresie nauk humanistycznych.
Objęła funkcję profesora nadzwyczajnego w Instytucie Literaturoznawstwa i dziekana na Wydziale Humanistycznym Uniwersytetu Humanistycznego-Przyrodniczego im. Jana Długosza w Częstochowie.
Była dyrektorem Instytutu Filologii Polskiej Wydziału Filologicznego-Historycznego Akademii im. Jana Długosza w Częstochowie.

## Życie prywatne
Ma męża, a także troje dzieci dwie córki Klaudynę, Olę i syna Mikołaja.

## Publikacje
- 2010: Tragedia – między tekstem literatury a historią[2]
- 2012:  „Mój wiek?” Doświadczenie historyczne w twórczości Czesława Miłosza[2]
- 2012: Od kresów do pograniczy. Literatura polska XIX i XX wieku na tropach wielokulturowości[2]
- 2013: Aleksander Wat i doświadczenie historyczne[2]
- 2014: Historia literatury jako prowokacja. Jarosław Marek Rymkiewicz czyta Słowackiego[2]